# 流山セントラルパーク駅

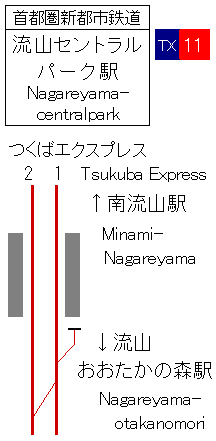
配線図

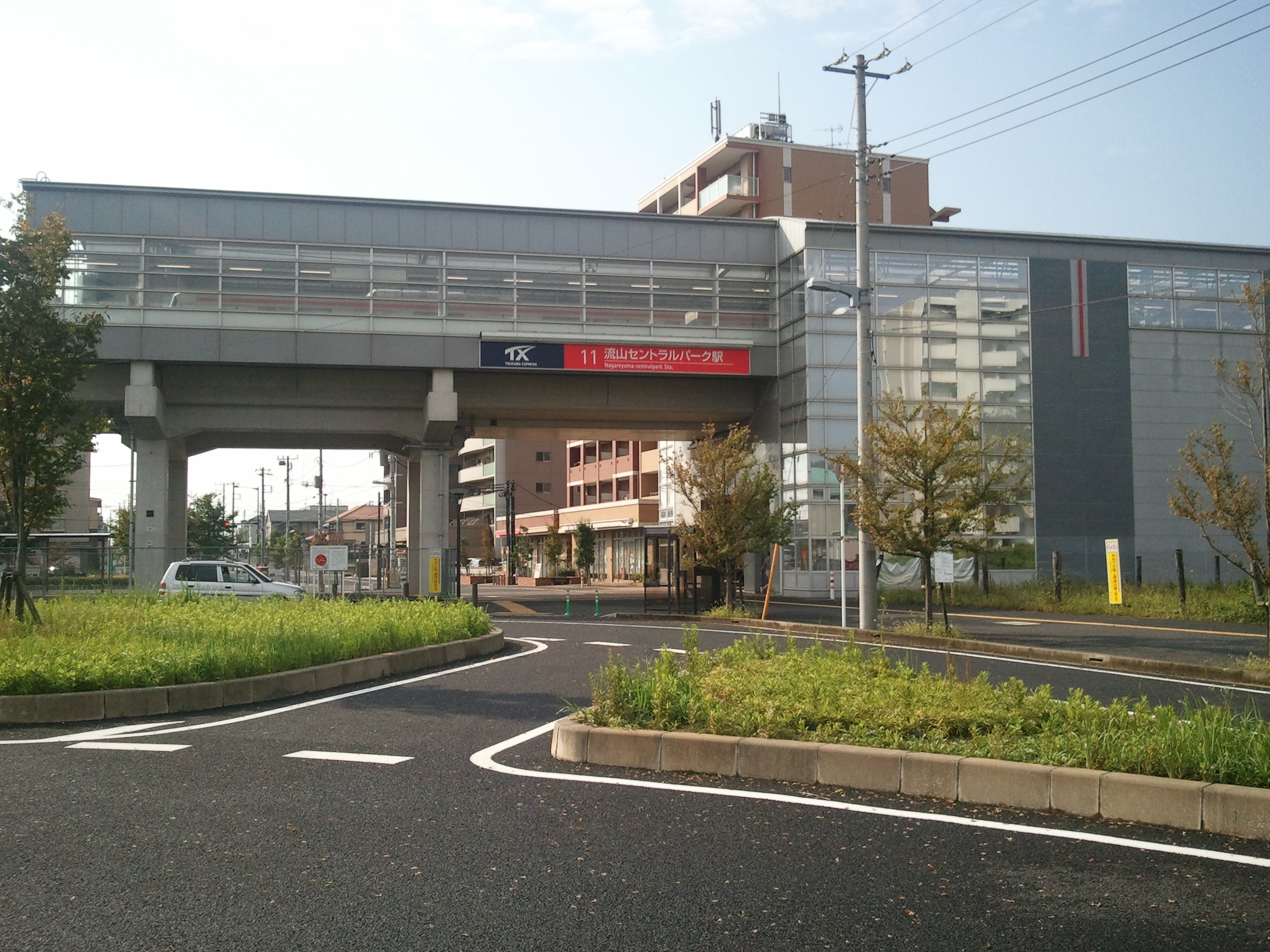
東口（2012年10月）

流山セントラルパーク駅（ながれやまセントラルパークえき）は、千葉県流山市前平井にある、首都圏新都市鉄道つくばエクスプレスの駅である。駅番号はTX11。

## 歴史
- 2003年（平成15年）10月8日：駅名が「流山セントラルパーク駅」に決定[3]。
- 2005年（平成17年）8月24日：開業[1]。
- 2007年（平成19年）3月18日：ICカード「PASMO」の利用が可能となる[4]。

### 駅名の由来
駅開業前の仮称は「流山運動公園駅」であった。2002年（平成14年）4月に流山市が行った市民のアンケートの駅名1位も「流山運動公園」であり、アンケートを基に2002年9月に駅名候補の市案として選定された駅名も仮称同様「流山運動公園駅」であった。2003年（平成15年）8月23日の第二回つくばエクスプレス駅名選考委員会で、流山市は、新たに寄せられた意見・提案提案や、新しいまちづくりの方向性が示せること、若い市民の感覚も大切にすることなども踏まえ、新たに「流山セントラルパーク」を市案に制定し、千葉県を通じて首都圏新都市鉄道に報告、その駅名が正式に採用となった。
市の見解では流山市総合運動公園が流山市の緑の拠点として市民に親しまれていることが市案選定の理由としているが、流山セントラルパークという名の公園は存在せず、公園名と駅名が異なっている。井崎義治市長によると、街に比較的高級なイメージが涌くブランディング戦略の一環で命名したとのことである。

## 駅構造
相対式ホーム2面2線を有する高架駅である。
自動改札機、自動券売機、エレベーター、エスカレーター設置。店舗は改札外にファミリーマートがある。

### のりば
| 番線 | 路線               | 方向 | 行先       |
| ---- | ------------------ | ---- | ---------- |
| 1    | つくばエクスプレス | 下り | つくば方面 |
| 2    | つくばエクスプレス | 上り | 秋葉原方面 |

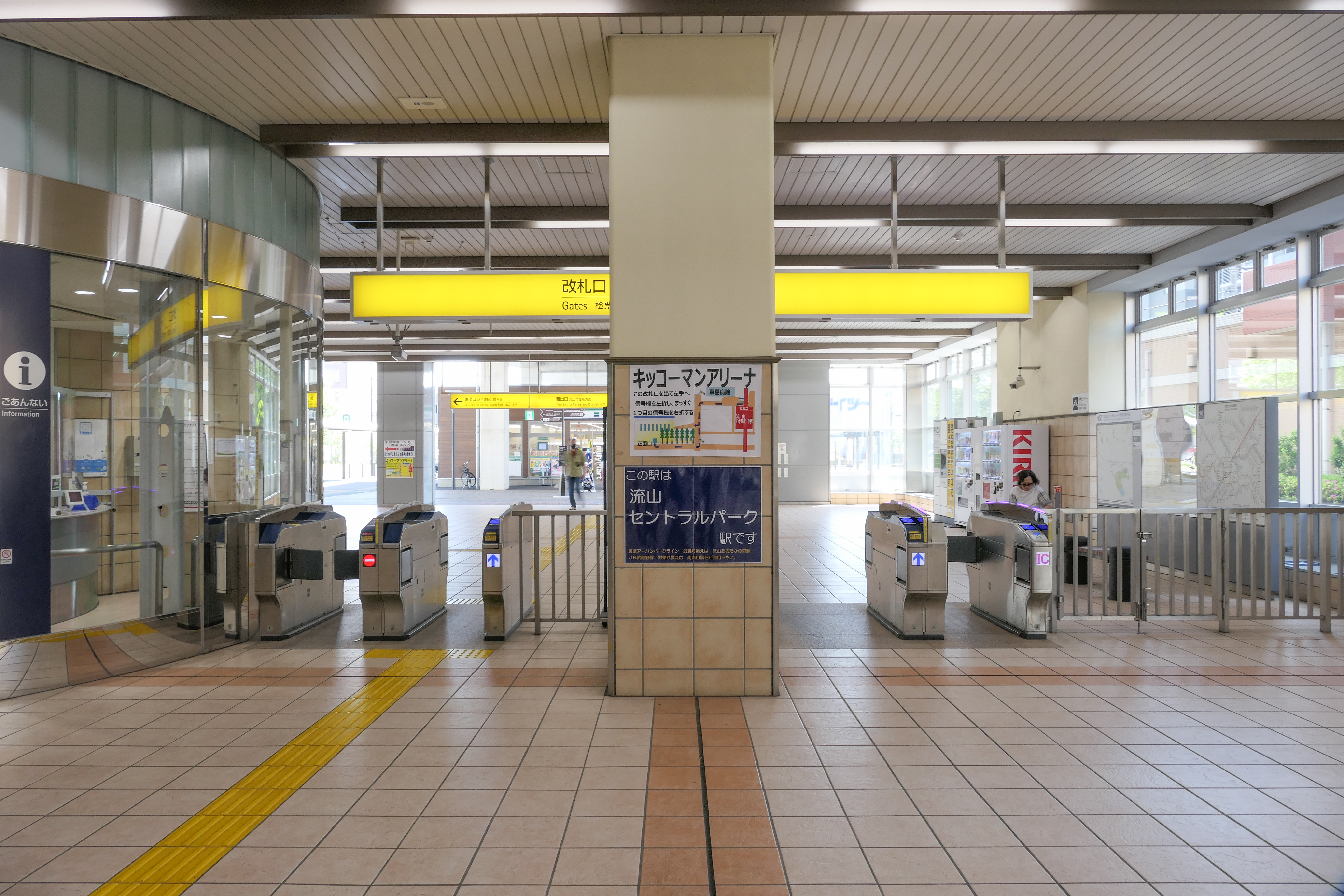
改札口（2023年5月）
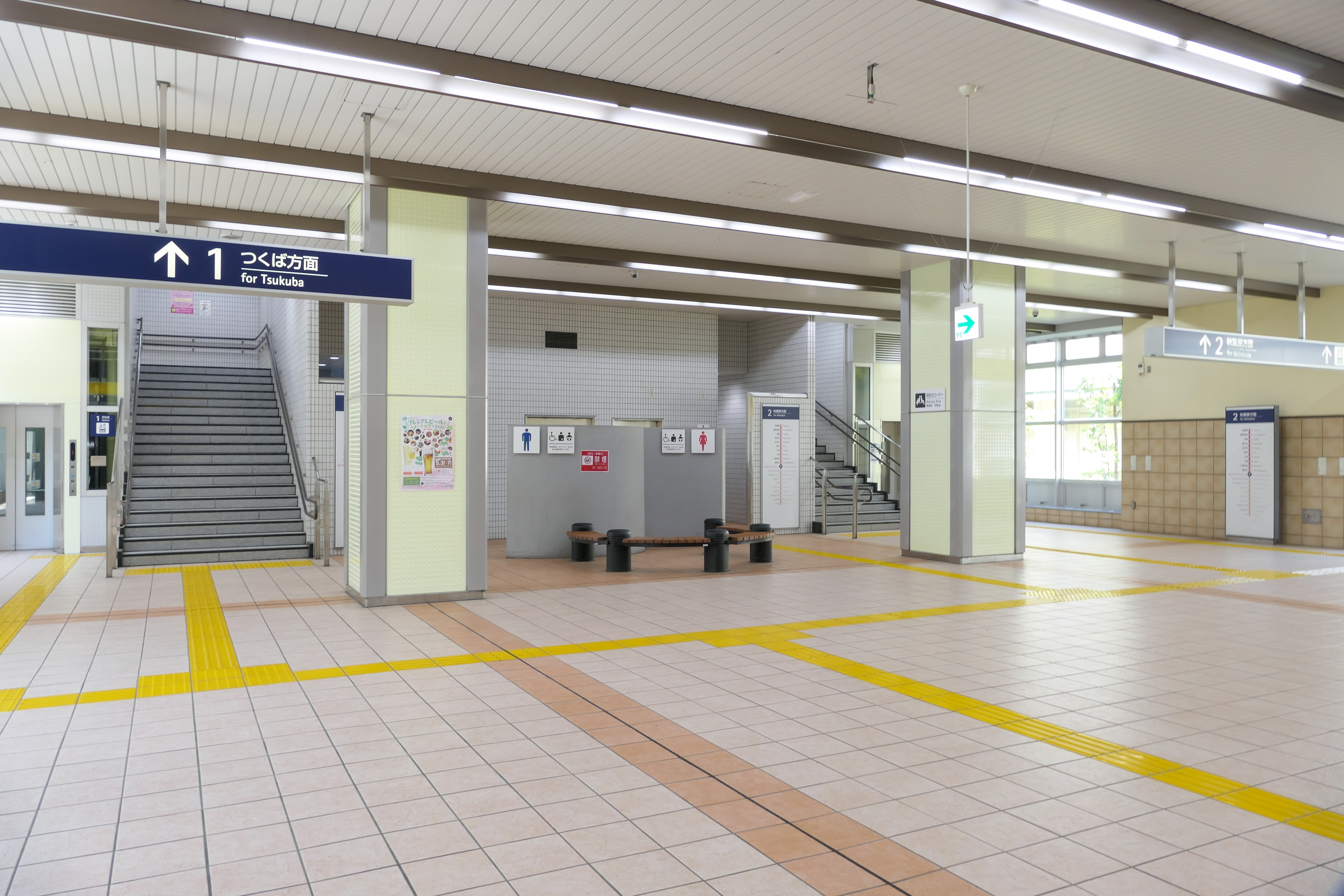
構内コンコース（2023年5月）
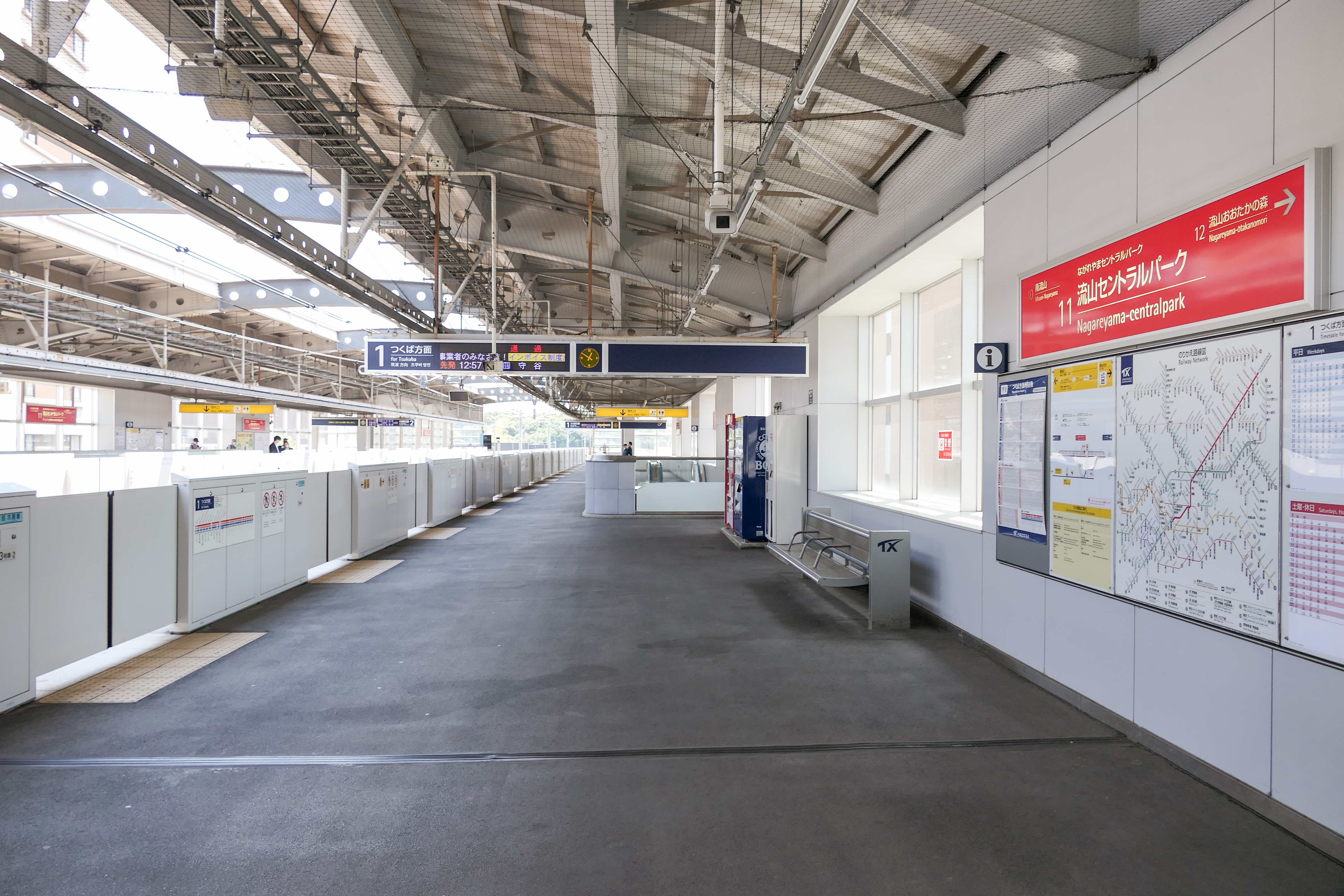
1番線ホーム（2023年5月）
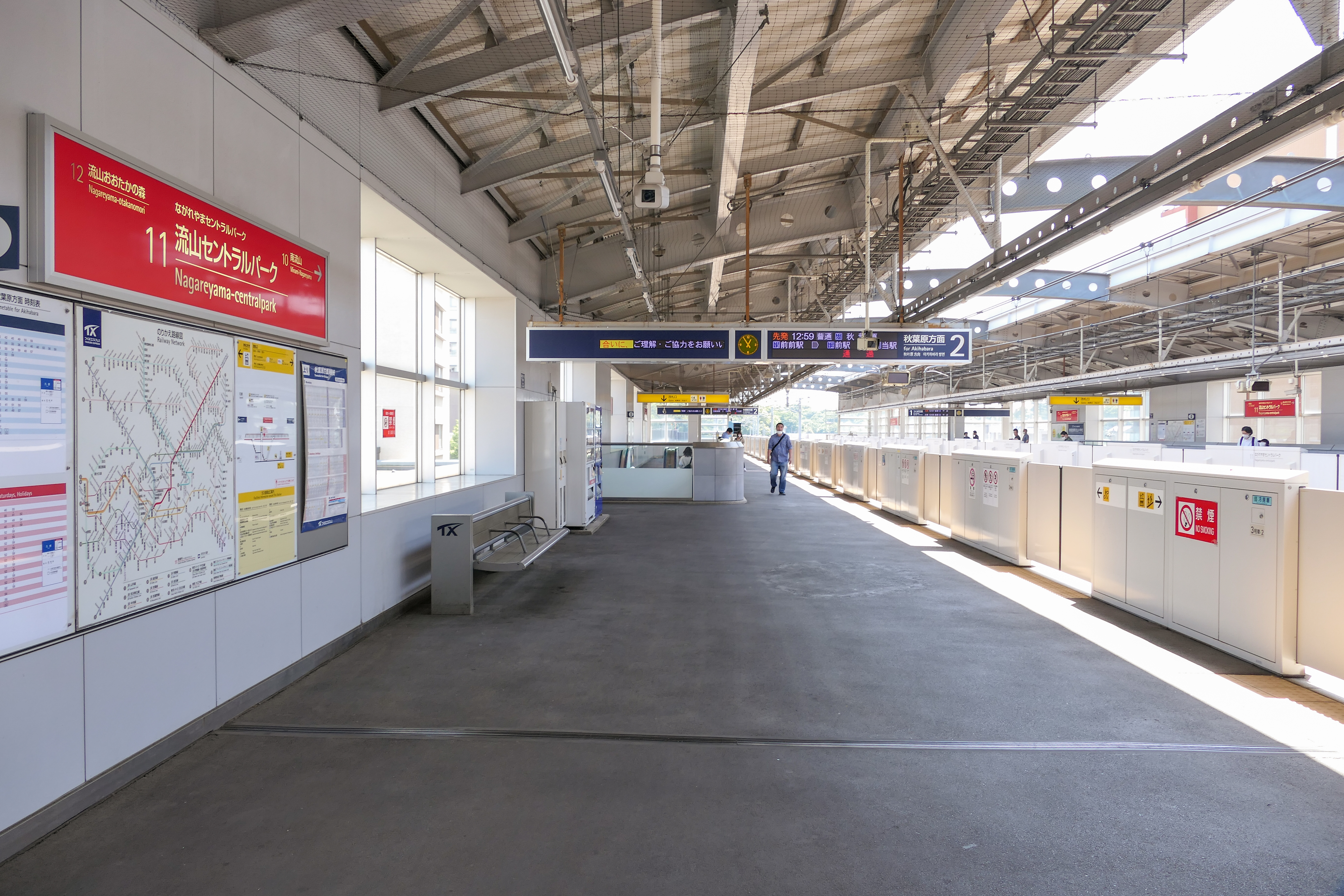
2番線ホーム（2023年5月）

## 利用状況
2024年度の1日平均乗車人員は5,651人である。
開業以来の1日平均乗車人員推移は下表の通りである。
| 年度               | 1日平均 乗車人員 | 出典     |
| ------------------ | ---------------- | -------- |
| 2005年（平成17年） | 1,728            | [ * 1 ]  |
| 2006年（平成18年） | 2,192            | [ * 2 ]  |
| 2007年（平成19年） | 2,446            | [ * 3 ]  |
| 2008年（平成20年） | 2,543            | [ * 4 ]  |
| 2009年（平成21年） | 2,745            | [ * 5 ]  |
| 2010年（平成22年） | 2,820            | [ * 6 ]  |
| 2011年（平成23年） | 2,855            | [ * 7 ]  |
| 2012年（平成24年） | 2,976            | [ * 8 ]  |
| 2013年（平成25年） | 3,293            | [ * 9 ]  |
| 2014年（平成26年） | 3,419            | [ * 10 ] |
| 2015年（平成27年） | 3,583            | [ * 11 ] |
| 2016年（平成28年） | 4,346            | [ * 12 ] |
| 2017年（平成29年） | 4,707            | [ * 13 ] |
| 2018年（平成30年） | 5,248            | [ * 14 ] |
| 2019年（令和元年） | 5,259            | [ * 15 ] |
| 2020年（令和02年） | 4,092            |          |
| 2021年（令和03年） | 4,533            |          |
| 2022年（令和04年） | 4,888            |          |
| 2023年（令和05年） | 5,317            | [ TX 1 ] |
| 2024年（令和06年） | 5,651            | [ TX 1 ] |

## 駅周辺
駅から西に2つ目の交差点を過ぎた先は既成市街地となっており、北は後平井、西は前平井・平和台（平和不動産が開発）、加の流山美しが丘（東急不動産が開発）、南には思井と中の各住宅街がある。東には流山市総合運動公園があり、柏市（豊四季）・松戸市（幸田）との市境がある。
駅北側には千葉県道5号松戸野田線（流山街道）、千葉県道278号柏流山線が走る。駅周辺道路は徐々に整備が進んでおり、2010年（平成22年）には都市計画道路3・3・28号中駒木線の市野谷・後平井間が開通し、当駅と流山おおたかの森駅が道路で直接結ばれた。当駅から約1.3 - 1.5キロメートル（km）の場所に流鉄流山線の流山駅・平和台駅がある。
つくばエクスプレス開業前の駅周辺は住宅が点在し、田や森林が広がっていたが、開業以降は千葉県によるつくばエクスプレス沿線整備の一環として土地区画整理事業が行われている。2013年（平成25年）以降、駅西側に商業施設、駅東側は教育施設や病院が開設されている。

### 東側
- 流山警察署 流山セントラルパーク駅前駐在所
- 流山市生涯学習センター（旧・流山青年の家）
- 流山市立八木南小学校
- 暁星国際流山小学校
- 暁星国際流山幼稚園
- 東葛病院
- 流山市総合運動公園
  - 流山市民総合体育館（キッコーマンアリーナ）
  - 流山市総合運動公園野球場
  - ふるまぎ水鳥の池

### 西側
- 流山平和台郵便局
- 京葉銀行 流山支店
- 流山市立南部中学校
- 大宮神社
- ロッキースタジアム

## バス路線

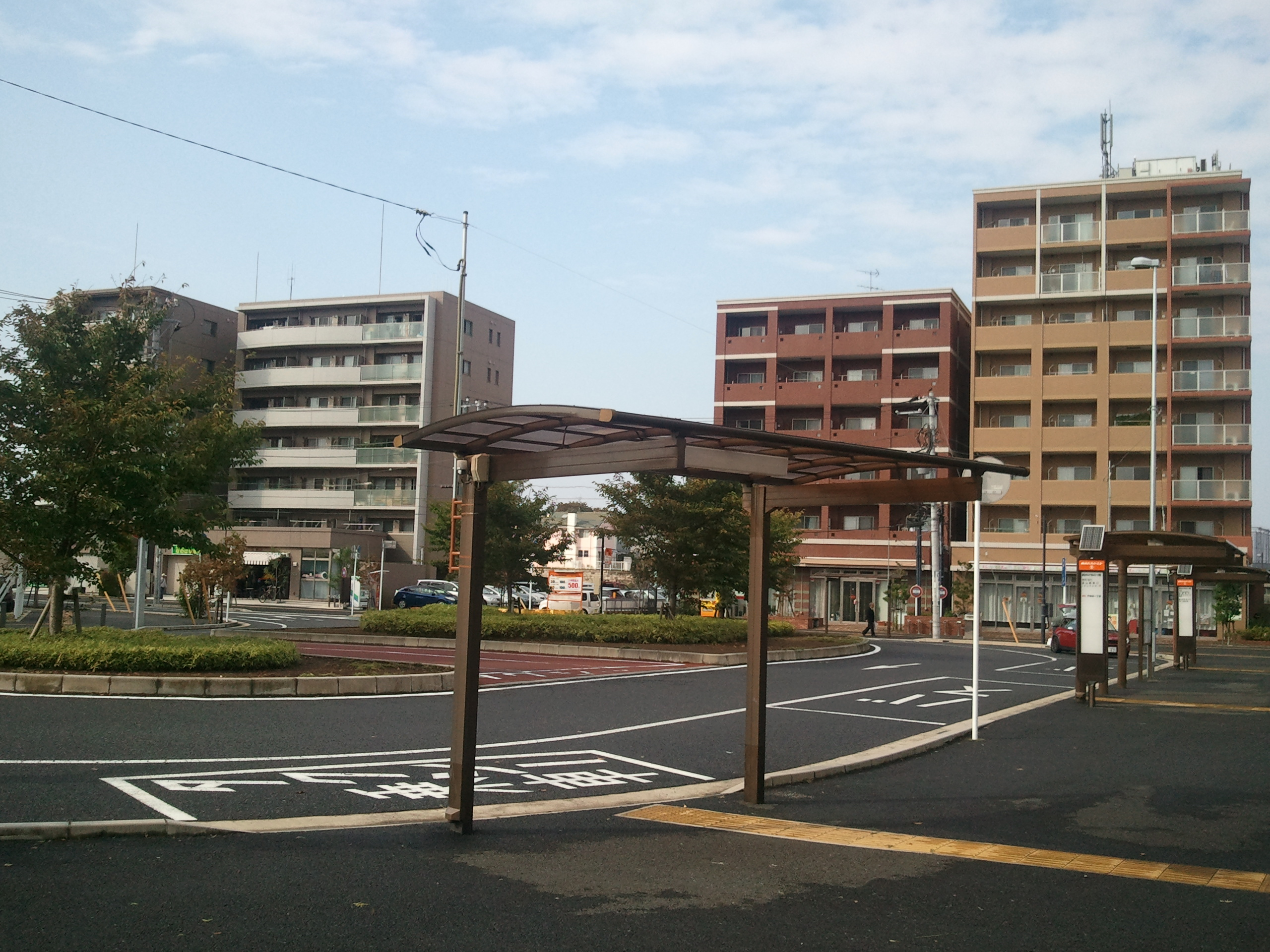
西口駅前ロータリーのバスのりば（2012年10月）

路線バスが当駅の西側ロータリーを発着する。バスは全て東武バスセントラル西柏営業事務所の運行。南流山駅行きの系統は2014年（平成26年）10月のダイヤ改正で新設された路線であり、これに合わせ、従来は柏駅・南柏駅方面用だった1番乗り場を南流山駅行き専用とし、従来からの路線は全て2番乗り場となった。
| 乗り場 | 系統     | 行先       | 運行会社          |
| ------ | -------- | ---------- | ----------------- |
| 1番    | 西柏09   | 南流山駅   | ■東武バス（西柏） |
| 2番    | 柏06     | 柏駅西口   | ■東武バス（西柏） |
| 2番    | 柏07     | 南柏駅西口 | ■東武バス（西柏） |
| 2番    | 柏06・07 | 流山駅東口 | ■東武バス（西柏） |

## 隣の駅
首都圏新都市鉄道
つくばエクスプレス
■快速・■通勤快速（平日下りのみ運転）・■区間快速
通過
■普通
南流山駅 (TX10) - 流山セントラルパーク駅 (TX11) - 流山おおたかの森駅 (TX12)

#### 利用状況に関する出典
首都圏新都市鉄道の1日平均利用客数
1. 1 2 3 4  “乗車人員｜企業情報｜つくばエクスプレス”.   首都圏新都市鉄道. 2025年6月2日時点のオリジナルよりアーカイブ。2025年6月7日閲覧。

私鉄の統計データ
1. ↑  千葉県統計年鑑 - 千葉県
2. ↑  流山市統計書 - 流山市

千葉県統計年鑑
1. ↑  千葉県統計年鑑（平成18年）
2. ↑  千葉県統計年鑑（平成19年）
3. ↑  千葉県統計年鑑（平成20年）
4. ↑  千葉県統計年鑑（平成21年）
5. ↑  千葉県統計年鑑（平成22年）
6. ↑  千葉県統計年鑑（平成23年）
7. ↑  千葉県統計年鑑（平成24年）
8. ↑  千葉県統計年鑑（平成25年）
9. ↑  千葉県統計年鑑（平成26年）
10. ↑  千葉県統計年鑑（平成27年）
11. ↑  千葉県統計年鑑（平成28年）
12. ↑  千葉県統計年鑑（平成29年）
13. ↑  千葉県統計年鑑（平成30年）
14. ↑  千葉県統計年鑑（令和元年）
15. ↑  千葉県統計年鑑（令和2年）